# بيدرو تابوردا
بيدرو تابوردا (بالبرتغالية: Pedro Taborda‏) (22 يونيو 1978 بكوفيليا في البرتغال - ) هو لاعب كرة قدم برتغالي في مركز حراسة المرمى. لعب مع بولتيهنيكا تيميسوارا ونادي براشوف ونادي بورتو ونافال ونادي فريموند ‏ ونادي فيزيلا ونادي كوفيليا وبولي تيميشوارا ‏.

## روابط خارجية
- بيدرو تابوردا على موقع قاعدة بيانات كرة القدم.إي يو (الإنجليزية)
- بيدرو تابوردا على موقع Soccerway.com (الإنجليزية)
- بيدرو تابوردا على موقع عالم كرة القدم.نت (الإنجليزية)
- بيدرو تابوردا على موقع AS.com (الإسبانية)